# Blathmac mac Máele Cobo
Blathmac mac Máele Cobo (mort en 670) est un roi du Dál Fiatach qui règne sur le royaume régional Ulaid. Il est le fils de Máel Cobo mac Fiachnai (mort en 647). et règne de 647 à 670.

## Contexte
Le Dál Fiatach domine royaume d'Ulster de 637 à 674 toutefois la faide familiale est permanente entre les membres de la dynastie pendant cette période. Le père de Blathmac est tué par son cousin Congal Cennfota mac Dúnchada en 647. Les chroniques d'Irlande mentionnent la mort de Blathmac comme roi avant que Congal apparaissent avec ce titre ce qui implique que Blathmac le portait malgré le meurtre de son père par Congal.
En 668, la bataille de Fertas (près de Belfast) oppose les  Ulaid et les  Cruithnes. Le roi de ces derniers, Cathussach mac Luirgéne, y est défait et tué.
Blathmac épouse Laidir fille de Ninnid Éices du Dál nAraidi, il laisse sept fils dont Bécc Bairrche mac Blathmaic, futur roi d'Ulaid